# Мотта-э-Силва, Жуан да
Жуан да Мотта-э-Силва (порт. João da Mota e Silva; 14 августа 1685, Каштелу-Бранку, Португалия — 4 октября 1747, там же) — португальский кардинал и государственный деятель. Премьер-министр Португалии с 9 мая 1736 по 4 октября 1747. Кардинал-священник с 26 ноября 1727 по 4 октября 1747. 

## Ранние годы, образование и священство
Жуан да Мотта-э-Силва родился 14 августа 1685 года, в Каштелу-Бранку, епархия Гимарайнш, Португалия. Из знатной и прославленной семьи. Его брат, отец Педро да Мотта-э-Силва, был министром внутренних дел Португалии с 1736 по 1755 год. Его фамилия также указана как Мотта.
Образование получил в Коимбрском университете, где он получил докторскую степень.
Где, когда и кем был рукоположен в священники информация была не найдена.
Каноник коллегиальной церкви Сан-Томе.

## Кардинал и епископ
Возведён в кардинала-священника на консистории от 26 ноября 1727 года, с апостольским бреве от 18 декабря 1727 года Папа Бенедикт XIII послал ему красную биретту, но он никогда не посещал Рим, чтобы получить красную шляпу и титул церкви. Не участвовал в Конклаве 1730 года, на котором избран Папа Климент XII.
В 1732 году королём Португалии Жуаном V назначен администратором архиепархии Браги. Он никогда не получал папского подтверждения как архиепископ этой архиепархии и архиепархия была вакантной с 1728 года по 1740 год. 

## Премьер-министр короля
После смерти в 1736 году Диого Мендонсы Корте-Реала, он стал главным советником короля Португалии Жуана V, своего рода премьер-министром, хотя его пост никогда так и не называли таковым. Не участвовал в Конклаве 1740 года, на котором избран Папа Бенедикт XIV.
Скончался кардинал Жуан да Мотта-э-Силва 4 октября 1747 года, в Лиссабоне. Тело было выставлено для прощания и похоронено в церкви Санта-Мария-ду-Монте-Кармелу в Лиссабоне. Эта церковь была почти полностью разрушена в результате землетрясения 1755 года и никогда не была восстановлена.